# سناء أبو شرار
سناء محمد عبد القادر أبو شرار وتشتهر سناء أبو شرار (مواليد 11 يناير 1965 في دورا، الخليل، فلسطين) هي كاتبة ومحامية فلسطينية، وهي عضو الاتحاد العام للكتاب والأدباء الفلسطينيين، واتحاد كتاب مصر، ونادي القصة في الإسكندرية، ونقابة المحامين الأردنيين، ونقابة المحامين الفلسطينيين.

## دراستها
أنهت دراسة الثانوية العامة في مدرسة بشير الريّس بمدينة غزّة عام 1983، ثم حصلت على ليسانس الحقوق من جامعة دمشق عام 1986، ثم حصلت على الماجستير في العلوم القانونية من جامعة مونبلييه في فرنسا عام 1996.

## حياتها المهنية
سناء تعمل بالمحاماة. روائيًا، حاولت في روايتها «جداول دماء وخيوط الفجر» تقديم صورة منوعة عن معاناة الشعب الفلسطيني، وكتبت أيضا عن المعاناة الفلسطينية في أمريكا وكندا في رواية «رائحة الميرامية».

## مؤلفاتها
صدر لها مجموعتان قصصيتان هما «اللا عودة» عام 1993، و«جداول دماء وخيوط فجر» عام 2004، أما في مجال الرواية فقد صدر لها «أنين مدينة» و«رائحة الميرامية» و«غيوم رمادية مبعثرة» عام 2005، و«أساور مهشمة» عام 2009، وتناولت في روايتها «مدينة في الروح» سيرة حياة صحفي يعاني من فقد الهوية والفقر وعدم وجود مساحة للتعبير عن رأيه الشخصي، وفقدانه لأشخاص أحبهم في حياته والاقتلاع من وطنه. أما رواية «رسائل الصمت من أمريكا»، فتعرض أحداث الحادي عشر من سبتمبر والتي لم غيرت حياة ملايين البشر من ضمنهم العرب الذين يعيشون في أمريكا، فتتناول الرواية حياة دكتورة عربية تعيش منذ سنوات في أمريكا، وقررت منذ زمن بعيد أن تكون أمريكية وأن تنسى جذورها العربية فأتى الحادي عشر من سبتمبر لتعود لجذورها عبر رسائل تتبادلها مع أخت لها تُقيم في عمان، تستعيد من خلال تلك الرسائل كل ذكرياتها عن الشرق وعن جذورها وعن مدينتها الأم عمّان.
عرضت روايتها «استرداد حياة» معرض الكتاب في القاهرة عام 2013. وتسترسل فيها أحداث يومية لحياة غير عادية ومشحونة بالمعاناة لبطلة الرواية «شخصية حقيقية حسب سناء»، وتم مزج أحداث قاسية حقيقية بمشاعر امرأة بسيطة، فتبدأ الرواية بأن تكون رواية التعذيب والألم لتنتهي بأن تكون رواية الإرادة. وفي رواية «رحلة ذات لرجل شرقي»، حاولت عكس صورة نمطية عن الرجل الشرقي من أنه رجل عنيف أناني ومُتحجر بسبب «بعض الكتابات والبرامج العربية التي تتم ترجمتها للغرب وتسليط الضوء على بعض حالات القتل وخاصة قضايا الشرف والاغتصاب ومنحها مساحة واسعة لأنها تدعم هذه الصورة المشوهة». وأكدّت سناء أنها روايتها مبنية على دراسات غربية ومعرفة متعمقة حول سيكولوجية الرجل الغربي ومشاعره وأفكاره وهو ما يتطابق بنسبة كبيرة مع واقع الرجل العربي في المفهوم الإنساني، إنما يكمن الاختلاف في المفاهيم الدينية والثقافية.
وعام 2011، صدرت رواية «في انتظار النور»، وتدور أحداث الرواية بمسارين، يصف الأول بدقة جميع مراحل الألم الجسدي والنفسي والعلاج الصعب المترافق معه، والمسار الثاني هو حياة من حولها وارتباط حياتهم بها. وتتحدث رواية «لأني أشتاق إليك» عن سجينين موجودتين في أحد سجون الأردن، انتهت مدة عقوبتهما ولكنهما اختارتا البقاء والحياة في السجن لكون أحدهما لقيطة والأخرى ستقتل إن خرجت من السجن. تتحدث الرواية عن سيكولوجية السجين والمكان. وفي عام 2012، صدرت رواية «الألم.. ذلك الآخر»، وبيعت منها 3000 نسخة في الأسبوع الأول من صدورها، وتتبع الرواية حياة عائلة قررت العيش في قرية نائية تقع بين الجبال، وامتزجت أحداث الرواية بوصف جمال الجبال الطبيعي، كما وصفت الرواية أيضًا حياة بطل آخر في الرواية كطفل عاش في الشوراع وما يتعرض له أطفال الشوراع من مخاطر، وما تتطور إليه شخصياتهم لاحقًا ليتحولوا لخطر يهدد المجتمع. أما رواية «حالة روح لامرأة ما بعد الخمسين» فتتحدث عن مرحلة سنية معينة للمرأة، تتضح فيها الرؤية حول حياتها كمرأة وزوجة وأم وجدة، وترى واقعها مع الرجل بوضوح.
وفي رواية «أنا طفل...» تناولت معاناة الطفل من عدة نواح، منها الوحدة والتشتت الأسري والعنف والقسوة والإهمال، وغرق الطفل في العالم الإلكتروني المعاصر، وانزواءه أمام الشاشات، ما يؤدي لانسحابه من الحياة الطبيعية خصوصًا مع امتداد ملازمته للشاشات الإلكترونية لساعات متواصلة، وما فرضه هذا الواقع من مشكلات جديدة على المجتمع العربي والعالمي من تقلص مساحة الحوار ودور الأسرة. وضمّ الكتاب 53 حالة يتحدث كل طفل فيها عن معاناته. وفي روايتها التالية «سويسرا الوطن والمنفى» الصادرة عن دار الهلال المصرية، فتدور الرواية حول رحلة لثلاثة أشخاص عرب يمثلون شريحة دالة على المجتمع العربي في زمن كتابة الرواية، وتعرض تقاطع حياتهم من الارتحال المكاني والهروب المأساوي من جحيم الوطن، والارتحال النفسي وصورة الوطن القابعة في نفوسهم. وتكشف عن الوجه الإنساني للمجتمع الأوربي ممثلا في عدد من أفراد المجتمع السويسري.
وفي أحدث رواياتها «قصة حلم»، تستعرض قصة امرأة تعيش حياة سعيدة وتقليدية منذ طفولتها ثم تتحول حياتها وتفقد كل شيء حولها، وتضعها الحياة في مفترق طرق بين الفقد المادي الكامل وبين إيجاد الذات المعنوي، وإيجاد الذات في خضم الأزمات والمعاناة يبدو صعباً ويعجز عنه الكثير من الناس حين يفقدون كل شيء.

### قائمة مؤلفاتها
- «اللاعودة» (قصص)، 1993[23]
- «جداول دماء وخيوط فجر» (قصص)، 2004[24]
- «رائحة الميرامية» (رواية)، 2005[25]
- «غيوم رمادية مبعثرة» (رواية)، 2005[26]
- «أنين مدينة» (رواية)، 2005[27]
- «أساور مهشمة – القاهرة» (رواية)، 2009[28]
- «مدينة في الروح» (رواية)، 2010[29]
- «رسائل الصمت من أمريكا» (رواية)، 2010
- «استرداد حياة» (رواية)، 2011[30]
- «رحلة ذات لرجل شرقي» (رواية)، 2011[31]
- «في انتظار النور» (رواية)، 2011[32]
- «لأني أشتاق إليك» (رواية)، 2011[33]
- «الألم.. ذلك الآخر» (رواية)، 2012[34]
- «حالة روح لامرأة ما بعد الخمسين» (رواية)، 2012
- «حين يتحول الوجود إلى ورقة وقلم»، 2012[35]
- «لست وحيداً»، 2013[36]
- «أنا طفل..» (رواية)، 2013[18]
- «سويسرا الوطن والمنفى» (رواية)، 2014
- «قصة حلم» (رواية)، 2019[37]

## روابط خارجية
- مقالاتها على موقع ديوان العرب